# Giovanni Battista De Cristoforis
Giovanni Battista De Cristoforis, detto Giambattista (Milano, 11 novembre 1785 – Milano, 20 giugno 1838), è stato un letterato e scrittore italiano.

## Biografia
Laureatosi in legge nel 1806 intraprese la carriera dei pubblici impieghi sotto la Repubblica e il Regno italico, raggiungendo nel 1810 il grado di viceprefetto a Salò.
Aderì al movimento romantico dei primi anni del XIX secolo, seguendo gli amici Alessandro Manzoni e Tommaso Grossi. Divenne collaboratore de Il Conciliatore, e ricoprì dal 1817 il ruolo di professore di eloquenza al Liceo di Sant'Alessandro a Milano, oggi Liceo Beccaria; successivamente vi insegnò Storia universale e filologia latina. Influenzò gli studi del giovane Carlo Cattaneo e di Giambattista Bazzoni.
A Milano acquistò nel 1830 una proprietà dei Serbelloni sulla quale edificò nel 1832, su disegno dell'architetto Andrea Pizzala, la Galleria de Cristoforis, prima galleria commerciale di lusso sul territorio italico poi demolita fra il 1932 e il 1935; la galleria fungeva da collegamento tra l'attuale Corso Vittorio Emanuele e via San Pietro all'Orto.

## Pubblicazioni
- Racconti morali, 1811
- Prose e poesie morali, 1820